# José Cifuentes
José Adoni Cifuentes Charcopa (ur. 12 marca 1999 w Esmeraldas) – ekwadorski piłkarz występujący na pozycji środkowego pomocnika, reprezentant Ekwadoru, od 2024 roku zawodnik  w greckim klubie Aris FC.